# Камилдолски пролом
Камилдолският пролом е последния пролом на река Арда в България, в Източните Родопи, между северните склонове на рида Сърта на юг и южните склонове на рида Гората на север в Област Хасково.
Преди изграждането на преградната стена на язовир Ивайловград в най-тясната му част проломът е бил с дължина около 24 km и средна надморска височина около 90 – 91 m. Реката се е всичала всред здрави кристалинни скали – амфиболити, гнайси и мрамори, изграждащи северните и южните склонове на двата рида. Той е започвал от Бориславското долинно разширение на река Арда с направление изток-югоизток. В района на село Ламбух е била най-тясната му част (сега там е изградена преградната стена на язовира) с надморска височина от 90 – 91 m и е завършвал при държавната ни граница с Република Гърция при 65 m н.в. Той е бил тесен, почти праволинеен, с всечени меандри на ректа, със стръмни на места отвесни склонове. Сега от пролома са останали само долните 6 km, които не са толкова атрактивни, а другите 18 km са залети от водите на язовира.
По част от северните му склонове, от язовирната стена нагоре до село Камилски дол, на протежение от 9,8 km преминава участък от третокласния Републикански път III-597 Ивайловград – Малко градище – Любимец (от km 8,8 до km 16,6).

## Топографска карта
- Лист от карта K-35-88. Мащаб: 1 : 100 000.
- Лист от карта K-35-89. Мащаб: 1 : 100 000.